# Manrique Quesada
Manrique de Jesús Quesada Sandoval (Heredia; 12 de noviembre de 1938) es un exfutbolista costarricense que se desempeñaba como centrocampista.

## Trayectoria
Debutó en la Primera División de Costa Rica el 3 de abril de 1957 con el Herediano, club que estuvo hasta su retiro en 1967.

## Palmarés

### Títulos nacionales
| Título           | Equipo    | País       | Año     |
| ---------------- | --------- | ---------- | ------- |
| Copa Costa Rica  | Herediano | Costa Rica | 1959    |
| Primera División | Herediano | Costa Rica | 1961 A. |
| Copa ASOFUTBOL   | Herediano | Costa Rica | 1961    |

### Títulos internacionales
| Título                                  | Equipo     | Sede     | Año  |
| --------------------------------------- | ---------- | -------- | ---- |
| Campeonato Centroamericano y del Caribe | Costa Rica | San José | 1961 |